# Andrea Schifano
Andrea Lino Schifano (Bergen, 10 december 1991) is een Belgisch voetballer die sinds 2023 uitkomt voor RFC Rapid Symphorinois.

## Carrière
Schifano speelde in het seizoen 2009/10 drie competitiewedstrijden in de Jupiler Pro League met Excelsior Moeskroen, dat in december 2009 failliet ging. Na het faillissement vond Schifano onderdak bij de Franse tweedeklasser AC Arles-Avignon, die zich in mei 2010 verzekerde van een historische promotie naar de Ligue 1. In de zomer van 2010 haalde tweedeklasser AFC Tubize hem terug naar België. Daar kwam hij nauwelijks aan spelen toe, waarna de club hem na een half seizoen liet vertrekken naar vierdeklasser RFCB Sprimont.
In 2012 tekende Schifano bij vierdeklasser Union Saint-Ghislain Tertre-Hautrage. De club degradeerde in het seizoen 2012/13 naar Eerste provinciale, waarna Schifano nog vier seizoenen in de hoogste provinciale reeks van Henegouwen speelde met Tertre-Hautrage. In 2017 haalde Royale Jeunesse Entente Binchoise de 25-jarige Schifano terug naar het nationale voetbal. Na één seizoen in Derde klasse amateurs haalde UR La Louvière Centre hem in mei 2018 zelfs naar Tweede klasse amateurs.
Na een seizoen in La Louvière keerde Schifano terug naar Binche om er voor de nagelnieuwe fusieclub RUS Binche te voetballen. Binche liet dat seizoen nauwelijks punten liggen en stond op een zucht van de titel in Eerste provinciale toen de Belgische voetbalcompetities in maart 2020 werden stopgezet vanwege de coronapandemie. Het stond de promotie van Binche naar de Derde afdeling evenwel niet in de weg. Schifano bleef nog een seizoen bij Binche, maar in het seizoen 2020/21 werd er nauwelijks gevoetbald in de Belgische amateurcompetities vanwege de coronapandemie.
In het voorjaar 2021 werd aangekondigd dat Schifano zijn carrière zou verderzetten bij eersteprovincialer RLC Hornu. Het werd uiteindelijk vierdeprovincialer AC Quaregnon-Wasmuel. Daar bleef hij slechts één seizoen, want in 2022 haalde zijn ex-club Union Saint-Ghislain Tertre-Hautrage, die in 2019 was teruggekeerd naar de nationale reeksen, hem terug in huis. De club degradeerde op het einde van het seizoen weer naar Eerste provinciale. Schifano bleef evenwel in de nationale reeksen actief, want reeds in april 2023 raakte bekend dat de middenvelder vanaf het seizoen 2023/24 voor RFC Rapid Symphorinois zou voetballen.